# Pola Negri
Pola Negri (n. 3 ianuarie 1897, Lipno, Imperiul German – d. 1 august 1987, San Antonio, Texas, SUA) a fost o actriță americană din era filmului mut.